# Patrulater Saccheri

Patrulaterul Saccheri

Patrulaterul Saccheri este un patrulater cu două laturi egale perpendiculare pe o treia latură, denumită bază. Patrulaterul își datorează numele lui Giovanni Girolamo Saccheri, matematician care a utilizat acestă figură geometrică în mod frecvent în cartea sa Euclid vindicatus (1733), această lucrare fiind o încercare de a demonstra postulatul paralelelor lui Euclid utilizând metoda reducerii la absurd. Totuși prima mențiune cunoscută a patrulaterului lui Saccheri este făcută de Omar Khayyam la sfârșitul secolului al XI-lea, și ocazional apar referințe sub denumirea de patrulaterul Khayyam-Saccheri.
Pentru patrulaterul Saccheri ABCD, laturile AD și BC (denumite și picioare) sunt egale în lungime și perpendiculare pe baza AB. Latura CD este numită bază superioară și unghiurile C și D poartă numele de unghiuri superioare.
Avantajul folosirii patrulaterului Saccheri în demonstrația postulatului paralelelor este exprimarea în termeni clari a opțiunilor care se exclud în mod mutual atunci când punem problema:
Unghiurile superioare sunt unghiuri drepte, unghiuri ascuțite sau unghiuri obtuze?
După cum se dovedește, când unghiurile superioare sunt unghiuri drepte, acest patrulater este echivalent cu afirmația descrisă de postulatul cinci al lui Euclid. Atunci când unghiurile sunt ascuțite patrulaterul lui Saccheri ne conduce la geometria hiperbolică, și când unghiurile sunt obtuze, obținem proprietăți ale geometriei eliptice. Saccheri însuși, a afirmat că se poate arăta contradicția dintre cazurile unghiurilor ascuțite și obtuze.

## Istoria patrulaterului Saccheri
Prima mențiune a patrulaterului lui Saccheri este făcută de Omar Khayyam(1048-1131) la sfârșitul secolului al XI-lea în volumul I al cărții Explicarea dificultăților întâlnite în postulatele lui Euclid. Spre deosebire de mulți alți matematicieni, care l-au precedat sau care i-au succedat în cercetarea postulatelor lui Euclid (aici incluzându-l și pe Saccheri), Khayyam nu a încercat să demonstreze postulatul paralelelor în forma sa inițială,  ci să îl deducă dintr-un postulat echivalent pe care l-a formulat cu ajutorul "principiilor filozofului" Aristotel:
Două drepte convergente se intersectează și este imposibil pentru două drepte convergente ca ele sa fie divergente în direcția în care ele converg.

Khayyam a considerat apoi cele trei cazuri în care se pot afla unghiurile superioare (drepte, ascuțite sau obtuze ) ale patrulaterului Saccheri și după ce a demonstrat un număr de teoreme despre acestea, a respins (în mod corect) cazurile obtuz și ascuțit bazându-se pe postulatul său și prin urmare a dedus postulatul clasic al lui Euclid.
Abia  600 de ani mai târziu Giordano Vitale a expus ceva în plus față de Khayyam în cartea sa Euclide restituo (1680, 1686), când a utilizat patrulaterul Saccheri pentru a demonstra că dacă trei puncte sunt echidistante față de baza AB și față de baza superioară CD, atunci AB și CD echidistante peste tot.
Saccheri și-a bazat întreaga sa demonstrație, în final incorectă, a postulatului paralelelor în jurul patrulaterului și a celor trei cazuri ale sale, demonstrând multe teoreme despre proprietățile sale pe parcursul demersului său.